# Symfonie nr. 49 (Haydn)
De Symfonie nr. 49 is een symfonie van Joseph Haydn, gecomponeerd in 1768. De symfonie heeft als (niet van Haydn stammende) bijnaam La passione, oftewel De passie, aangezien de symfonie zeer traag start, het werk in een mineure toonaard staat en er veel elementen van de Sturm und Drang-periode van Haydn in voorkomen.

## Bezetting
- 2 hobo's
- 1 fagot
- 2 hoorns
- Strijkers
- Klavecimbel

## Delen
Het werk bestaat uit vier delen:
1. Adagio
2. Allegro di molto
3. Menuetto en trio (in F majeur)
4. Finale: Presto

## Moderne uitvoeringen
- Arion Baroque Orchestra o.l.v. Gary Cooper (label: Early-Music)

1 · 2 · 3 · 4 · 5 · 6 (Le Matin) · 7 (Le Midi) · 8 (Le Soir) · 9 · 10 · 11 · 12 · 13 · 14 · 15 · 16 · 17 · 18 · 19 · 20 · 21 · 22 (De Filosoof) · 23 · 24 · 25 · 26 (Lamentatione) · 27 · 28 · 29 · 30 (Halleluja) · 31 (Hoornsignaal) · 32 · 33 · 34 · 35 · 36 · 37 · 38 (Echo) · 39 · 40 · 41 · 42 · 43 (Mercurius) · 44 (Treursymfonie) · 45 (Afscheidssymfonie) · 46 · 47 (Palindroom) · 48 (Maria Theresia) · 49 (La Passione) · 50 · 51 · 52 · 53 (L'Impériale) · 54 · 55 (De schoolmeester) · 56 · 57 · 58 · 59 (Vuursymfonie) · 60 (Il distratto) · 61 · 62 · 63 (La Roxelane) · 64 (Tempora mutantur) · 65 · 66 · 67 · 68 · 69 (Laudon) · 70 · 71 · 72 · 73 (La chasse) · 74 · 75 · 76 · 77 · 78 · 79 · 80 · 81

88 · 89 · 90 · 91 · 92 (Oxford)

- Bibliothèque nationale de France: cb148382602 (data)
- Gemeinsame Normdatei: 300070268
- Library of Congress Control Number: n88656985
- MusicBrainz work: 027a02d6-0242-4c49-abe5-73ea9de2b480
- Nationale Bibliotheek van Israël: 987007424695605171
- Virtual International Authority File: 185151521